# Suctobelbila minima
Suctobelbila minima är en kvalsterart som beskrevs av Hammer 1979. Suctobelbila minima ingår i släktet Suctobelbila och familjen Suctobelbidae. Inga underarter finns listade i Catalogue of Life.